# 포로들 (드라마)
《포로들》은 MBC에서 1982년 6월 24일에 방영된 6.25 특집 드라마이다. 전쟁의 제물이 되어 고통받는 포로들의 모습과 거제도 포로수용소사건을 다뤘다.

## 줄거리
6.25가 막바지에 달할 무렵 거제도 포로수용소의 전범자조사과에서는 양민 집단학살사건의전모를 캐는데 부심한다. 열차로 호송되던 재소자가 모두터널 속에서 학살당하고 유일하게 살아남은 천영환을 통해 사건의 실마리를 풀어나간다. 박대위는 그 사건이 재소자들의 폭동에 의한 발포였다는 간수들의 증언으로 호송간수 중 특무장이었던 배태인이 사건의 열쇠를 쥐고 있음을 알게 된다.

## 출연진
- 최불암 : 박대위 역
- 정욱 : 군의관 역
- 백인철
- 임채무
- 이미영
- 한인수
- 남영진
- 이묵원
- 박영태
- 박종관
- 윤석오
- 정한헌
- 차윤회
- 진유영
- 김기일
- 홍성선
- 윤순홍
- 이종환
- 김주영
- 김보연
- 임지영